# Xiphocolaptes carajaensis
El trepatroncos de Carajás (Xiphocolaptes carajaensis) es una especie —o la subespecie Xiphocolaptes promeropirhynchus carajaensis, dependiendo de la clasificación considerada— de ave paseriforme de la familia Furnariidae, descrita para la ciencia en el año 2002. Es endémica del sureste de la Amazonia brasileña.

## Distribución y hábitat
Se distribuye en el estado de Pará, sureste de la Amazonia brasileña, al sur del río Amazonas, desde el río Xingu hacia el este hasta los ríos Tocantins y Araguaia.
La especie fue registrada tanto en selvas húmedas maduras altas de terra firme como de várzea.

## Sistemática

### Descripción original
La especie X. carajaensis fue descrita por primera vez por los ornitólogos brasileños José Maria Cardoso da Silva, Fernando C. Novaes y David C. Oren en 2002 bajo el mismo nombre científico; la localidad tipo es: «Caldeirão, Serra dos Carajás, (06°00'S, 51°20'W), municipalidad de Parauapebas, Pará, Brasil».

### Etimología
El nombre genérico masculino «Xiphocolaptes» se compone de las palabras del griego «ξιφος xiphos»: espada, y «κολαπτης kolaptēs»:  picoteador», en referencia al género Colaptes; y el nombre de la especie «carajaensis», se refiere al local de su descubrimiento: la Serra dos Carajás.

### Taxonomía
A pesar de descrita como especie plena, no es reconocida como tal por la mayoría de las clasificaciones,  que la consideran la subespecie Xiphocolaptes promeropirhynchus carajaensis, con excepción del Comité Brasileño de Registros Ornitológicos (CBRO) que la reconoce como especie plena desde 2014.